# Mahabodhis tempelbyggnader
Mahabodhis tempelbyggnader är belägna i Bodh Gaya, i den indiska delstaten Bihar, några mil från Patna. Bredvid templet finner man det träd där Buddha ska ha uppnått upplysning. 
Det första templet i Bodh-Gaya uppfördes på 200-talet f.Kr. av kejsaren Ashoka. Det nuvarande templet härrör från 100-talet e.Kr. och har genomgått flera stora ombyggnader och restaureringar. Tempelområdet finns sedan 2002 på Unescos lista över världsarv.